# Hisako Kanemoto
Hisako Kanemoto (金元 寿子 Kanemoto Hisako?, Prefectura de Okayama, 16 de diciembre de 1987), también conocida profesionalmente como Juri Aikawa (相川 寿里 Aikawa Juri?), es una cantante y seiyū japonesa afiliada a Production Baobab. Lanzó su primer álbum Fantastic Voyage en 2014.

## Biografía
Kanemoto asistió a la escuela secundaria en Kamogata, Okayama, antes de inscribirse en el curso de actuación de voz en la escuela vocacional de Art College en Kobe. Después de graduarse, se mudó a Tokio y se unió a Production Baobab. Kanemoto usó de nombre artístico Juri Aikawa. Hizo su debut en el anime bajo este nombre en Sora no Manimani, después de ser seleccionada para interpretar a Shirley por una votación de la audiencia en la convención DreamParty Tokyo de esa primavera. En 2010, Kanemoto anunció que usaría su nombre real en su trabajo profesional. Kanemoto ganó el premio a "Mejores Actrices Revelación" en la 5ª edición de los Seiyu Awards. En 2017, Interpretó a Erina Nakiri en la tercera temporada de Shokugeki no Sōma, en reemplazo de Risa Taneda.

## Filmografía
Los papeles principales están en negrita

### Anime

#### Series de televisión
| Año  | Título                                                                             | Rol                                                   | Refs.  |
| ---- | ---------------------------------------------------------------------------------- | ----------------------------------------------------- | ------ |
| 2009 | Sora no Manimani                                                                   | Miku Edogawa                                          | [ 5 ]  |
| 2010 | Durarara!!                                                                         | Kururi Orihara                                        | [ 5 ]  |
| 2010 | Shiki                                                                              | Shihori Maeda                                         | [ 5 ]  |
| 2010 | Jewelpet Twinkle                                                                   | Judy                                                  | [ 5 ]  |
| 2010 | Sora no Woto                                                                       | Kanata Sorami                                         | [ 5 ]  |
| 2010 | Ōkami-san to Shichinin no Nakama-tachi                                             | Uika                                                  | [ 5 ]  |
| 2010 | Sekirei: Pure Engagement                                                           | Katsuragi                                             | [ 5 ]  |
| 2010 | Shinryaku! Ika Musume                                                              | Ika Musume                                            | [ 5 ]  |
| 2011 | Kore wa Zombie Desu ka?                                                            | Mael Strom/Yuki "Tomonori" Yoshida                    | [ 5 ]  |
| 2011 | Hanasaku Iroha                                                                     | Hija de Tachibana                                     | [ 5 ]  |
| 2011 | Hidan no Aria                                                                      | Misaki Nakasorachi                                    | [ 5 ]  |
| 2011 | Nekogami Yaoyorozu                                                                 | Katoru Teonana                                        | [ 5 ]  |
| 2011 | Shinryaku!? Ika Musume                                                             | Ika Musume                                            | [ 5 ]  |
| 2012 | Zero no Tsukaima F                                                                 | Luctiana                                              | [ 5 ]  |
| 2012 | Rinne no Lagrange                                                                  | Asteria Lizamarie de Roschefall                       | [ 5 ]  |
| 2012 | Mōretsu Uchū Kaizoku                                                               | Grunhilde Serenity                                    | [ 6 ]  |
| 2012 | Smile PreCure!                                                                     | Yayoi Kise / Cure Peace, Miracle Peace, Bad End Peace | [ 7 ]  |
| 2012 | Kore wa Zombie Desu ka? of the Dead                                                | Yuki Yoshida                                          | [ 5 ]  |
| 2012 | Muv-Luv Alternative: Total Eclipse                                                 | Izumi Noto                                            | [ 5 ]  |
| 2012 | Jinrui wa Suitai Shimashita                                                        | Fairy, Curly                                          | [ 5 ]  |
| 2012 | Rinne no Lagrange Season 2                                                         | Asteria Lizamarie de Roschefall                       | [ 5 ]  |
| 2012 | Kokoro Connect                                                                     | Yui Kiriyama                                          | [ 8 ]  |
| 2012 | Maji de Otaku na English! Ribbon-chan: Eigo de Tatakau Mahou Shoujo                | Bell                                                  | [ 9 ]  |
| 2012 | Suki-tte ii na yo                                                                  | Chiharu Ogawa                                         | [ 5 ]  |
| 2012 | Aikatsu!                                                                           | Elisa Beppu                                           | [ 5 ]  |
| 2012 | Girls und Panzer                                                                   | Katyusha, Hoshino                                     | [ 10 ] |
| 2013 | AKB0048: Next Stage                                                                | Mei                                                   | [ 5 ]  |
| 2013 | Ore no Kanojo to Osananajimi ga Shuraba Sugiru                                     | Himeka Akishino                                       | [ 11 ] |
| 2013 | Kotoura-san                                                                        | Haruka Kotoura                                        | [ 12 ] |
| 2013 | Photo Kano                                                                         | Mai Sakura                                            | [ 13 ] |
| 2013 | Suisei no Gargantia                                                                | Amy                                                   | [ 14 ] |
| 2013 | Strike the Blood                                                                   | Natsuki Minamiya                                      | [ 15 ] |
| 2013 | Sekai de Ichiban Tsuyoku Naritai!                                                  | Moe Fukuoka                                           | [ 16 ] |
| 2013 | Gingitsune                                                                         | Makoto Saeki                                          | [ 17 ] |
| 2013 | Tokyo Ravens                                                                       | Hokuto, Takiko Souma                                  | [ 18 ] |
| 2014 | Saikin, Imōto no Yōsu ga Chotto Okaishiinda ga.                                    | Yukina Kiritani                                       | [ 5 ]  |
| 2014 | SoniAni: Super Sonico The Animation                                                | Ouka Satsurikuin                                      | [ 5 ]  |
| 2014 | Z/X: Ignition                                                                      | Sera Kurashiki                                        | [ 5 ]  |
| 2014 | Akuma no Riddle                                                                    | Haru Ichinose                                         | [ 19 ] |
| 2014 | Bokura wa Minna Kawai-sō                                                           | Sayaka Watanabe                                       | [ 20 ] |
| 2014 | Kindaichi Shounen no Jikenbo Returns                                               | Akiko Hama                                            | [ 5 ]  |
| 2014 | Sidonia no Kishi                                                                   | Yuhata Midorikawa                                     | [ 5 ]  |
| 2014 | Log Horizon 2nd Season                                                             | Tatara, Kushi Yatama                                  | [ 5 ]  |
| 2014 | Nanatsu no Taizai                                                                  | Veronica Liones                                       | [ 21 ] |
| 2014 | Gugure! Kokkuri-san                                                                | Jimeko-san                                            | [ 5 ]  |
| 2014 | Shirobako                                                                          | Kyouko Suzuki                                         | [ 5 ]  |
| 2014 | Girlfriend (Kari)                                                                  | Kise Yukawa                                           | [ 5 ]  |
| 2015 | Minna Atsumare! Falcom Gakuen SC                                                   | Fie Claussell                                         | [ 5 ]  |
| 2015 | Unlimited Fafnir                                                                   | Lisa Highwalker                                       | [ 5 ]  |
| 2015 | Ansatsu Kyoushitsu                                                                 | Hinano Kurahashi                                      | [ 22 ] |
| 2015 | Durarara!!x2 Shou                                                                  | Kururi Orihara                                        | [ 5 ]  |
| 2015 | Junketsu no Maria                                                                  | Maria                                                 | [ 5 ]  |
| 2015 | Gunslinger Stratos: The Animation                                                  | Kyōka Katagiri                                        | [ 5 ]  |
| 2015 | Sidonia no Kishi: Daikyuu Wakusei Seneki                                           | Yuhata Midorikawa                                     | [ 5 ]  |
| 2015 | Durarara!!x2 Ten                                                                   | Kururi Orihara                                        | [ 5 ]  |
| 2015 | Gate: Jieitai Kanochi nite, Kaku Tatakaeri                                         | Tuka Luna Marceau                                     | [ 23 ] |
| 2015 | Rokka no Yūsha                                                                     | Rolonia Manchetta                                     | [ 5 ]  |
| 2015 | Heavy Object                                                                       | Ohoho                                                 | [ 5 ]  |
| 2015 | Rakudai Kishi no Cavalry                                                           | Tōka Tōdō                                             | [ 24 ] |
| 2015 | Mobile Suit Gundam: Iron-Blooded Orphans                                           | Atra Mixta                                            | [ 5 ]  |
| 2015 | Star-Myu                                                                           | Tsumugi Nayuki                                        | [ 5 ]  |
| 2016 | Ansatsu Kyoushitsu 2nd Season                                                      | Hinano Kurahashi                                      | [ 5 ]  |
| 2016 | Gate: Jieitai Kanochi nite, Kaku Tatakaeri 2nd Season                              | Tuka Luna Marceau                                     | [ 23 ] |
| 2016 | Bubuki Buranki                                                                     | Kaoruko Kazuki                                        | [ 5 ]  |
| 2016 | Durarara!!x2 Ketsu                                                                 | Kururi Orihara                                        | [ 5 ]  |
| 2016 | Bishoujo Senshi Sailor Moon Crystal Season III                                     | Ami Mizuno / Sailor Mercury                           | [ 5 ]  |
| 2016 | Netoge no Yome wa Onna no Ko Janai to Omotta?                                      | Isana                                                 | [ 5 ]  |
| 2016 | Flying Witch                                                                       | Hina                                                  | [ 5 ]  |
| 2016 | Love Live! Sunshine!!                                                              | Itsuki                                                | [ 5 ]  |
| 2016 | B-Project: Kodou*Ambitious                                                         | Tsubasa Sumisora                                      | [ 5 ]  |
| 2016 | Saiki Kusuo no Ψ-nan                                                               | Pushii                                                | [ 5 ]  |
| 2016 | Tsukiuta. The Animation                                                            | Kurisu Hijiri                                         | [ 5 ]  |
| 2016 | Regalia: The Three Sacred Stars                                                    | Retsu Narumi                                          | [ 25 ] |
| 2016 | Nejimaki Seirei Senki: Tenkyō no Alderamin                                         | Miala Gin                                             | [ 5 ]  |
| 2016 | Nanatsu no Taizai: Seisen no Shirushi                                              | Veronica Liones                                       | [ 5 ]  |
| 2016 | Bubuki Buranki: Hoshi no Kyojin                                                    | Kaoruko Kazuki                                        | [ 5 ]  |
| 2016 | Mobile Suit Gundam: Iron-Blooded Orphans 2nd Season                                | Atra Mixta                                            | [ 5 ]  |
| 2016 | Lostorage incited WIXOSS                                                           | Mel                                                   | [ 26 ] |
| 2017 | Granblue Fantasy The Animation                                                     | Djeeta                                                | [ 5 ]  |
| 2017 | Star-Myu 2nd Season                                                                | Tsumugi Nayuki                                        | [ 5 ]  |
| 2017 | Re:Creators                                                                        | Marine                                                | [ 27 ] |
| 2017 | Shingeki no Bahamut: Virgin Soul                                                   | Ridwan                                                | [ 5 ]  |
| 2017 | ID-0                                                                               | Clair Hojo                                            | [ 5 ]  |
| 2017 | Dungeon ni Deai o Motomeru no wa Machigatteiru Darō ka Gaiden: Sword Oratoria      | Filvis Challia                                        | [ 5 ]  |
| 2017 | Mahoujin Guruguru                                                                  | Churika                                               | [ 5 ]  |
| 2017 | Yōkoso Jitsuryoku Shijō Shugi no Kyōshitsu e                                       | Chie Hoshinomiya                                      | [ 28 ] |
| 2017 | Gamers!                                                                            | Karen Tendō                                           | [ 29 ] |
| 2017 | Shokugeki no Sōma: San no Sara                                                     | Erina Nakiri                                          | [ 5 ]  |
| 2017 | Mahō Tsukai no Yome                                                                | Ethan Barklem                                         | [ 5 ]  |
| 2017 | Kujira no Kora wa Sajō ni Utau                                                     | Sami                                                  | [ 5 ]  |
| 2017 | Imōto Sae Ireba Ii.                                                                | Nayuta Kani                                           | [ 5 ]  |
| 2017 | Kekkai Sensen & Beyond                                                             | Caroline Foster                                       | [ 5 ]  |
| 2017 | Inuyashiki                                                                         | Fumino Inoue                                          | [ 5 ]  |
| 2018 | Sora Yorimo Tōi Basho                                                              | Megumi Takahashi                                      | [ 30 ] |
| 2018 | Citrus                                                                             | Sara Tachibana                                        | [ 31 ] |
| 2018 | Ryūō no Oshigoto!                                                                  | Ginko Sora                                            | [ 5 ]  |
| 2018 | Nanatsu no Taizai: Imashime no Fukkatsu                                            | Veronica Liones                                       | [ 5 ]  |
| 2018 | GeGeGe no Kitarō                                                                   | Seika                                                 | [ 5 ]  |
| 2018 | Lostorage Conflated WIXOSS                                                         | Mel                                                   | [ 5 ]  |
| 2018 | Shokugeki no Sōma: San no Sara - Tootsuki Ressha-hen                               | Erina Nakiri                                          | [ 5 ]  |
| 2018 | Senran Kagura Shinovi Master: Tokyo Youma-hen                                      | Murakumo                                              | [ 5 ]  |
| 2019 | BanG Dream! 2nd Season                                                             | Tsugumi Hazawa                                        | [ 5 ]  |
| 2019 | Star-Myu 3rd Season                                                                | Tsumugi Nayuki                                        | [ 5 ]  |
| 2019 | Dr. Stone                                                                          | Connie Lee                                            | [ 5 ]  |
| 2019 | En'en no Shōbōtai                                                                  | Asako Hague                                           | [ 32 ] |
| 2019 | Lord El-Melloi II Sei no Jikenbo: Rail Zeppelin Grace Note                         | Mary Lil Fargo                                        | [ 5 ]  |
| 2019 | Choujin Koukousei-tachi wa Isekai demo Yoyuu de Ikinuku you desu!                  | Keine Kanzaki                                         | [ 33 ] |
| 2019 | Shokugeki no Sōma: Shin no Sara                                                    | Erina Nakiri                                          | [ 5 ]  |
| 2020 | Ishuzoku Reviewers                                                                 | Zel                                                   | [ 5 ]  |
| 2020 | BanG Dream! 3rd Season                                                             | Tsugumi Hazawa                                        | [ 5 ]  |
| 2020 | Mewkledreamy                                                                       | Suu                                                   | [ 5 ]  |
| 2020 | Shokugeki no Sōma: Gou no Sara                                                     | Erina Nakiri                                          | [ 5 ]  |
| 2020 | En'en no Shōbōtai: Ni no Shou                                                      | Asako Hague                                           | [ 5 ]  |
| 2020 | Monster Musume no Oisha-san                                                        | Dione Nephilim                                        | [ 5 ]  |
| 2020 | Koi to Producer: EVOL×LOVE                                                         | Watashi                                               | [ 34 ] |
| 2021 | Jaku-Chara Tomozaki-kun                                                            | Aoi Hinami                                            | [ 35 ] |
| 2021 | Horimiya                                                                           | Motoko Iura                                           | [ 36 ] |
| 2021 | Mushoku Tensei: Isekai Ittara Honki Dasu                                           | Zenith Greyrat                                        | [ 37 ] |
| 2021 | Vivy: Fluorite Eye's Song                                                          | Margaret                                              | [ 5 ]  |
| 2021 | Hige wo Soru. Soshite Joshi Kōsei wo Hirou.                                        | Airi Gotō                                             | [ 38 ] |
| 2021 | Genjitsushugi Yūsha no Ōkoku Saikenki                                              | Maria Euphoria                                        | [ 39 ] |
| 2022 | Shachiku-san wa Yōjo Yūrei ni Iyasaretai                                           | Fushihara-san                                         | [ 40 ] |
| 2022 | Genjitsushugi Yūsha no Ōkoku Saikenki Part 2                                       | Maria Euphoria                                        | [ 39 ] |
| 2022 | Gensou Sangokushi: Tengen Reishinki                                                | Shōrei                                                | [ 41 ] |
| 2022 | Koi wa Sekai Seifuku no Ato de                                                     | Kyōko Kuroyuri                                        | [ 42 ] |
| 2022 | Shokei Shōjo no Virgin Road                                                        | Momo                                                  | [ 43 ] |
| 2022 | Shachiku-san wa Yōjo Yūrei ni Iyasaretai                                           | Fushihara-san                                         | [ 44 ] |
| 2022 | Renai Flops                                                                        | Bai Mongfa                                            | [ 45 ] |
| 2022 | Machikado Mazoku: 2-choume                                                         | Sakura Chiyoda                                        | [ 46 ] |
| 2022 | Kage no Jitsuryokusha ni Naritakute!                                               | Epsilon                                               | [ 47 ] |
| 2022 | Isekai Ojisan                                                                      | Sawae                                                 | [ 48 ] |
| 2022 | Yōkoso Jitsuryoku Shijō Shugi no Kyōshitsu e 2nd Season                            | Chie Hoshinomiya                                      | [ 49 ] |
| 2022 | Shine Post                                                                         | Fan, Tokka-san                                        | [ 50 ] |
| 2022 | Kōkyū no Karasu                                                                    | Keiyō Kin                                             | [ 51 ] |
| 2022 | KanColle: Itsuka Ano Umi de                                                        | Kiyoshimo                                             | [ 52 ] |
| 2023 | Oniichan wa Oshimai!                                                               | Kaede Hozuki                                          | [ 53 ] |
| 2023 | Revenger                                                                           | Nio                                                   | [ 54 ] |
| 2023 | Otonari no Tenshi-sama ni Itsunomanika Dame Ningen ni Sareteita Ken                | Shihoko Fujimiya                                      | [ 55 ] |
| 2023 | Edens Zero 2nd Season                                                              | Ijuna                                                 | [ 56 ] |
| 2023 | Tōsōchū: Great Mission                                                             | Layla                                                 | [ 57 ] |
| 2023 | Isekai wa Smartphone to Tomo ni 2nd Season                                         | Bell Flora                                            | [ 58 ] |
| 2023 | Ao no Orchestra                                                                    | Takami Kimura                                         | [ 59 ] |
| 2023 | BanG Dream! It's MyGO!!!!!                                                         | Tsugumi Hazawa                                        | [ 60 ] |
| 2023 | Horimiya: Piece                                                                    | Motoko Iura                                           | [ 61 ] |
| 2023 | Dark Gathering                                                                     | Kurenai                                               | [ 62 ] |
| 2023 | Kage no Jitsuryokusha ni Naritakute! 2nd Season                                    | Epsilon                                               | [ 63 ] |
| 2023 | Dog Signal                                                                         | Ema Tōyama                                            | [ 64 ] |
| 2024 | Yōkoso Jitsuryoku Shijō Shugi no Kyōshitsu e 3rd Season                            | Chie Hoshinomiya                                      | [ 65 ] |
| 2024 | Jaku-Chara Tomozaki-kun 2nd Stage                                                  | Aoi Hinami                                            | [ 66 ] |
| 2024 | Tensei Shitara Slime Datta Ken 3rd Season                                          | Elmesia El-Ru Sarion                                  | [ 67 ] |
| 2024 | Mushoku Tensei II: Isekai Ittara Honki Dasu Part 2                                 | Zenith Greyrat                                        | [ 68 ] |
| 2024 | Boku no Tsuma wa Kanjō ga nai                                                      | Demeter VI                                            | [ 69 ] |
| 2024 | Tsue to Tsurugi no Wistoria                                                        | Filvis Challia                                        | [ 70 ] |
| 2024 | Naze Boku no Sekai o Dare mo Oboeteinai no ka?                                     | Kyōko Rikugen                                         | [ 71 ] |
| 2024 | Shin Tennis no Ōjisama: U-17 World Cup Semifinal                                   | Astrid Turner                                         | [ 5 ]  |
| 2024 | Sayonara Ryūsei, Konnichiwa Jinsei                                                 | Myraal                                                | [ 72 ] |
| 2024 | Maō 2099                                                                           | Trat Getel                                            | [ 73 ] |
| 2025 | A-Rank Party o Ridatsu Shita Ore wa, Moto Oshiego-tachi to Meikyū Shinbu o Mezasu. | Mamal                                                 | [ 74 ] |
| 2025 | Danjo no Yūjō wa Seiritsu Suru? (Iya, Shinai!!)                                    | Sakura Natsume                                        | [ 75 ] |
| 2025 | Kanchigai no Atelier Meister                                                       | Mimico                                                | [ 76 ] |
| 2025 | Mobile Suit Gundam GQuuuuuuX                                                       | Deux Murasame                                         | [ 77 ] |
| 2025 | Tsuyokute New Saga                                                                 | Seraia                                                | [ 78 ] |
| 2025 | Ginga Tokkyū Milky☆Subway                                                          | Akane Daidoji                                         | [ 79 ] |
| 2025 | Sakamoto Days Part 2                                                               | Nao Toramaru                                          | [ 80 ] |
| TBA  | Isekai Quartet 3                                                                   | Epsilon                                               | [ 81 ] |

#### Películas
| Año  | Título                                                   | Rol                         | Refs.  |
| ---- | -------------------------------------------------------- | --------------------------- | ------ |
| 2011 | Hoshi wo Ou Kodomo                                       | Asuna Watase                | [ 5 ]  |
| 2012 | Precure All Stars Movie New Stage: Mirai no Tomodachi    | Yayoi Kise / Cure Peace     | [ 5 ]  |
| 2012 | Smile Precure! Movie: Ehon no Naka wa Minna Chiguhagu!   | Yayoi Kise / Cure Peace     | [ 5 ]  |
| 2013 | Precure All Stars Movie New Stage 2: Kokoro no Tomodachi | Yayoi Kise / Cure Peace     | [ 5 ]  |
| 2013 | Aura: Maryuuin Kouga Saigo no Tatakai                    | Shinako Kobato              | [ 5 ]  |
| 2013 | Kara no Kyōkai Movie: Mirai Fukuin                       | Mana Ryougi                 | [ 5 ]  |
| 2014 | Bodacious Space Pirates: Abyss of Hyperspace             | Grunhilde Serenity          | [ 5 ]  |
| 2014 | Precure All Stars Movie New Stage 3: Eien no Tomodachi   | Yayoi Kise / Cure Peace     | [ 5 ]  |
| 2015 | Sidonia no Kishi Movie                                   | Yuhata Midorikawa           | [ 5 ]  |
| 2015 | UFO Gakuen no Himitsu                                    | Halle                       | [ 5 ]  |
| 2015 | Girls und Panzer Movie                                   | Katyusha, Hoshino           | [ 5 ]  |
| 2017 | Girls und Panzer: Saishuushou Part 1                     | Katyusha, Hoshino           | [ 5 ]  |
| 2021 | Bishoujo Senshi Sailor Moon Eternal Movie 1              | Ami Mizuno / Sailor Mercury | [ 82 ] |
| 2021 | Natsume Yūjin-Chō: Ishi Okoshi to Ayashiki Raihousha     | Mitsumi                     | [ 83 ] |
| 2021 | Bishoujo Senshi Sailor Moon Eternal Movie 2              | Ami Mizuno / Sailor Mercury | [ 82 ] |
| 2021 | Sidonia no Kishi: Ai Tsumugu Hoshi                       | Yuhata Midorikawa           | [ 84 ] |
| 2023 | Pretty Guardian Sailor Moon Cosmos: The Movie            | Ami Mizuno / Sailor Mercury | [ 5 ]  |

#### ONAs
| Año  | Título                                                | Rol                         | Refs.  |
| ---- | ----------------------------------------------------- | --------------------------- | ------ |
| 2012 | Kotoura-san: Haruka no Heya                           | Haruka Kotoura              | [ 5 ]  |
| 2013 | Puchitto Gargantia                                    | Amy                         | [ 5 ]  |
| 2014 | Gunslinger Stratos                                    | Kyouka Katagiri             | [ 5 ]  |
| 2014 | Bishoujo Senshi Sailor Moon Crystal                   | Ami Mizuno / Sailor Mercury | [ 85 ] |
| 2015 | Ninja Slayer From Animation                           | Asari                       | [ 5 ]  |
| 2015 | Gunslinger Stratos The Animation: Kikan/Kaze no Yukue | Kyōka Katagiri              | [ 5 ]  |
| 2015 | Huyao Xiao Hongniang                                  | Rongrong Tushan             | [ 5 ]  |
| 2015 | Jakusansei Million Arthur                             | Uathach                     | [ 5 ]  |
| 2016 | Huyao Xiao Hongniang: Wangquan Fugui                  | Rongrong Tushan             | [ 5 ]  |
| 2016 | Huyao Xiao Hongniang: Yue Hong                        | Rongrong Tushan             | [ 5 ]  |
| 2016 | Getsuyōbi no Tawawa                                   | Tokumori-san                | [ 5 ]  |
| 2016 | Huyao Xiao Hongniang: Beishan Yaodi                   | Rongrong Tushan             | [ 5 ]  |
| 2016 | Koro-sensei Q!                                        | Hinano Kurahashi            | [ 5 ]  |
| 2017 | Monster Strike Anime                                  | Mana Livingston             | [ 86 ] |
| 2017 | Seizei Ganbare! Mahou Shoujo Kurumi                   | Mizuki Sangenshoku          | [ 5 ]  |
| 2017 | Monster Strike Anime: Kieyuku Uchuu-hen               | Mana Livingston             | [ 5 ]  |
| 2017 | Imōto Sae Ireba Ii.                                   | Nayuta Kani                 | [ 5 ]  |
| 2018 | Emiya-san Chi no Kyō no Gohan                         | Taiga Fujimura              | [ 5 ]  |
| 2018 | BanG Dream! Garupa☆Pico                               | Tsumugi Hazawa              | [ 5 ]  |
| 2018 | Seizei Ganbare! Mahou Shoujo Kurumi 2nd Season        | Mizuki Sangenshoku          | [ 5 ]  |
| 2020 | BanG Dream! Garupa☆Pico: Oomori                       | Tsumugi Hazawa              | [ 5 ]  |
| 2021 | Youjo Shachou                                         | Mayu Warito                 | [ 87 ] |
| 2021 | Shabake                                               | Suzuhiko-hime               | [ 5 ]  |
| 2021 | Gokushufudō                                           | Sky Police                  | [ 88 ] |
| 2022 | Kagejitsu!                                            | Epsilon                     | [ 5 ]  |
| 2023 | Junji Ito Maniac                                      | Sayoko                      | [ 89 ] |
| 2023 | Huangjin Tingyuan: Dongri Li de Xinnian Yuanwang      | Vill-V                      | [ 5 ]  |
| 2023 | Yōjo Shachō R                                         | Mayu Warito                 | [ 90 ] |
| 2023 | Gamera: Rebirth                                       | Boko                        | [ 91 ] |
| 2025 | Shinsei Galverse                                      | Vega                        | [ 92 ] |

#### OVAs
| Año  | Título                                                         | Rol                             | Refs.  |
| ---- | -------------------------------------------------------------- | ------------------------------- | ------ |
| 2011 | Kore wa Zombie Desu ka? OVA                                    | Yuki Yoshida                    | [ 5 ]  |
| 2011 | Baby Princess 3D Paradise 0 [Love]                             | Watayuki Amatsuka               | [ 5 ]  |
| 2012 | Rinne no Lagrange: Kamogawa Days                               | Asteria Lizamarie de Roschefall | [ 5 ]  |
| 2012 | Otome wa Boku ni Koishiteru: Futari no Elder The Animation     | Awayuki Reizei                  | [ 5 ]  |
| 2012 | Shinryaku!! Ika Musume                                         | Ika Musume                      | [ 5 ]  |
| 2012 | Kore wa Zombie Desu ka? of the Dead: Hai, Minotake ni Attemasu | Yuki Yoshida                    | [ 5 ]  |
| 2012 | Yumekuri                                                       | Akino Mikogai                   | [ 5 ]  |
| 2013 | Ark IX                                                         | Rebecca Ross                    | [ 5 ]  |
| 2014 | Saikin, Imōto no Yōsu ga Chotto Okaishiinda ga. OVA            | Yukina Kiritani                 | [ 5 ]  |
| 2014 | Girls und Panzer: Kore ga Hontou no Anzio-sen Desu!            | Hoshino                         | [ 5 ]  |
| 2014 | Suisei no Gargantia: Meguru Kouro, Haruka                      | Amy                             | [ 5 ]  |
| 2015 | Senran Kagura Estival Versus: Mizugi-darake no Zenyasai        | Murakumo                        | [ 5 ]  |
| 2015 | Kanadian Families: Episode Zero                                | Dog                             | [ 5 ]  |
| 2015 | Strike the Blood: Valkyria no Oukoku-hen                       | Natsuki Minamiya                | [ 5 ]  |
| 2016 | Star-Myu OVA                                                   | Tsumugi Nayuki                  | [ 5 ]  |
| 2016 | Strike the Blood II                                            | Natsuki Minamiya                | [ 5 ]  |
| 2017 | Shokugeki no Sōma: Ni no Sara OVA                              | Erina Nakiri                    | [ 93 ] |
| 2017 | Baja no Studio                                                 | Kanako                          | [ 5 ]  |
| 2018 | Nanatsu no Taizai: Eiyuu-tachi wa Hashagu                      | Veronica Liones                 | [ 5 ]  |
| 2018 | Strike the Blood III                                           | Natsuki Minamiya                | [ 5 ]  |
| 2020 | Strike the Blood: Kieta Seisou-hen                             | Natsuki Minamiya                | [ 5 ]  |
| 2020 | Strike the Blood IV                                            | Natsuki Minamiya                | [ 5 ]  |
| 2022 | Strike the Blood Final                                         | Natsuki Minamiya                | [ 5 ]  |

### Videojuegos
| Año  | Título                                                | Rol                                                             | Refs.   |
| ---- | ----------------------------------------------------- | --------------------------------------------------------------- | ------- |
| 2010 | Koumajou Densetsu II: Stranger's Requiem              | Flandre Scarlet                                                 |         |
| 2011 | Otomedius Excellent                                   | Dark Force                                                      |         |
| 2012 | Kokoro Connect Yochi Random                           | Yui Kiriyama                                                    |         |
| 2012 | Photo Kano                                            | Mai Sakura                                                      |         |
| 2012 | Rune Factory 4                                        | Xiao Pai                                                        |         |
| 2012 | Smile PreCure! Let's Go! Marchenland                  | Yayoi Kise / Cure Peace                                         |         |
| 2013 | Kantai Collection                                     | Destructor japonés Harusame, Hayashimo, Kiyoshimo y Hoppō Seiki | [ 94 ]  |
| 2013 | Senran Kagura Shinovi Versus                          | Murakumo                                                        |         |
| 2013 | The Legend of Heroes: Trails of Cold Steel            | Fie Claussell                                                   |         |
| 2014 | Granblue Fantasy                                      | Djeeta                                                          |         |
| 2014 | Gunslinger Stratos                                    | Kyouka Katagiri                                                 |         |
| 2014 | Super Heroine Chronicle                               | Meru                                                            | [ 95 ]  |
| 2014 | The Legend of Heroes: Trails of Cold Steel II         | Fie Claussell                                                   |         |
| 2014 | Senran Kagura: Bon Appétit!                           | Murakumo                                                        |         |
| 2015 | God Eater 2 Rage Burst                                | Livie Collete                                                   |         |
| 2015 | Sword Art Online: Lost Song                           | Seven                                                           | [ 96 ]  |
| 2015 | Tekken 7                                              | Lucky Chloe                                                     | [ 97 ]  |
| 2015 | Fire Emblem Fates                                     | Sakura                                                          |         |
| 2015 | Lilycle Rainbow Stage!!!                              | Mariya Natsuki                                                  |         |
| 2016 | Senran Kagura Estival Versus                          | Murakumo                                                        |         |
| 2016 | Fate/Grand Order                                      | Helena Blavatsky, Archer Inferno/Tomoe Gozen                    |         |
| 2016 | Girls' Frontline                                      | Saiga-12, PzB 39                                                | [ 98 ]  |
| 2017 | BanG Dream! Girls Band Party!                         | Tsugumi Hazawa                                                  | [ 99 ]  |
| 2017 | Accel World VS Sword Art Online                       | Seven                                                           |         |
| 2017 | Magia Record                                          | Karin Misono                                                    |         |
| 2017 | The Legend of Heroes: Trails of Cold Steel III        | Fie Claussell                                                   |         |
| 2017 | Azur Lane                                             | Jintsū, Kent, Black Prince                                      |         |
| 2017 | Senran Kagura: Peach Beach Splash                     | Murakumo                                                        |         |
| 2018 | Princess Connect! Re:Dive                             | Djeeta                                                          |         |
| 2018 | The Legend of Heroes: Trails of Cold Steel IV         | Fie Claussell                                                   |         |
| 2019 | Arknights                                             | Ptilopsis                                                       |         |
| 2020 | Hajimari No Kiseki                                    | Fie Claussell                                                   |         |
| 2021 | Blue Archive                                          | Junko Akashi                                                    |         |
| 2021 | 100% Orange Juice                                     | Cook                                                            |         |
| 2022 | Honkai Impact 3rd                                     | Vill-V                                                          |         |
| 2022 | Genshin Impact                                        | Nilou                                                           |         |
| 2023 | Mobile Suit Gundam: Iron-Blooded Orphans              | Atra Mixta                                                      |         |
| 2023 | Kage no Jitsuryokusha ni Naritakute! Master of Garden | Epsylon                                                         |         |
| 2024 | Unicorn Overlord                                      | Unify                                                           | [ 100 ] |
| 2024 | Touhou Gensou Eclipse                                 | Eirin Yagokoro                                                  | [ 101 ] |

### Doblaje
- Handy Manny como Squeeze
- Planet Cosmo como Cosmo

## Discografía
- Fantastic Voyage (2014)[2]

## Premios y nominaciones
| Año  | Premios      | Categoría                   | Resultado | Refs. |
| ---- | ------------ | --------------------------- | --------- | ----- |
| 2011 | Seiyū Awards | Mejores Actrices Revelación | Ganador   | [ 4 ] |